# Akysis fuliginatus
Akysis fuliginatus és una espècie de peix de la família dels akísids i de l'ordre dels siluriformes.

## Morfologia
- El cos és relativament gruixut.
- La punta de la boca no està enfront de la mandíbula inferior, o lleugerament per davant de la mandíbula inferior.
- Hi ha un espai entre la fossa nasal anterior i la base de la barbeta nasal que és aproximadament igual al diàmetre de la fossa nasal anterior. Els orificis nasals anteriors i posteriors són relativament petits (amb un diàmetre menor que el dels ulls), i la fossa nasal anterior es troba a l'extrem d'un tub curt.
- L'aleta caudal és escotada o truncar.[4]
- Els mascles poden assolir els 2,2 cm de llargària total.
- Nombre de vèrtebres: 32.[5]

## Distribució geogràfica
Es troba a Àsia: riu Mekong a Cambodja.